# Konstantin Stoitzner

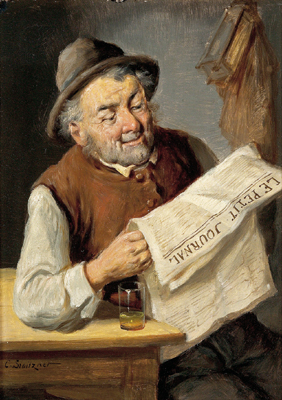
Lecteur du Petit Journal

Konstantin Stoitzner ou Constantin Stoitzner, né le 20 juillet 1863 à Chrastavec (Chrostau en allemand) et mort le 6 janvier 1933 à Vienne, est un peintre autrichien.

## Vie et œuvres
Konstantin Stoitzner étudie à Vienne à l'Académie des beaux-Arts auprès d'August Eisenmenger et de Christian Griepenkerl. Il est à la tête de l'Association des artistes autrichiens (Österreichischen Künstlerbund) de 1914 à 1923. 
Il peint des scènes de genre et des paysages.
Il participe à de nombreuses expositions et reçoit plusieurs prix :
- Österreichischer Staatspreis, 1909, pour son tableau Der untere Ortnergletscher.
- Prix d'honneur de la Ville de Vienne, 1915, lors de la 10e Exposition annuelle de l'Association des artistes autrichiens.
- Prix d'honneur du Comité d'Etat de Basse-Autriche, 1917.

Ses frères, Rudolf Stoitzner et Charles-Siegfried Stoitzner (1866-1943) sont aussi peintres, comme son fils, Josef Stoitzner (1884-1951), et ses neveux, Otto Stoitzner (1889-1963) et Siegfried Stoitzner (1892-1976), fils de Charles Siegfried.

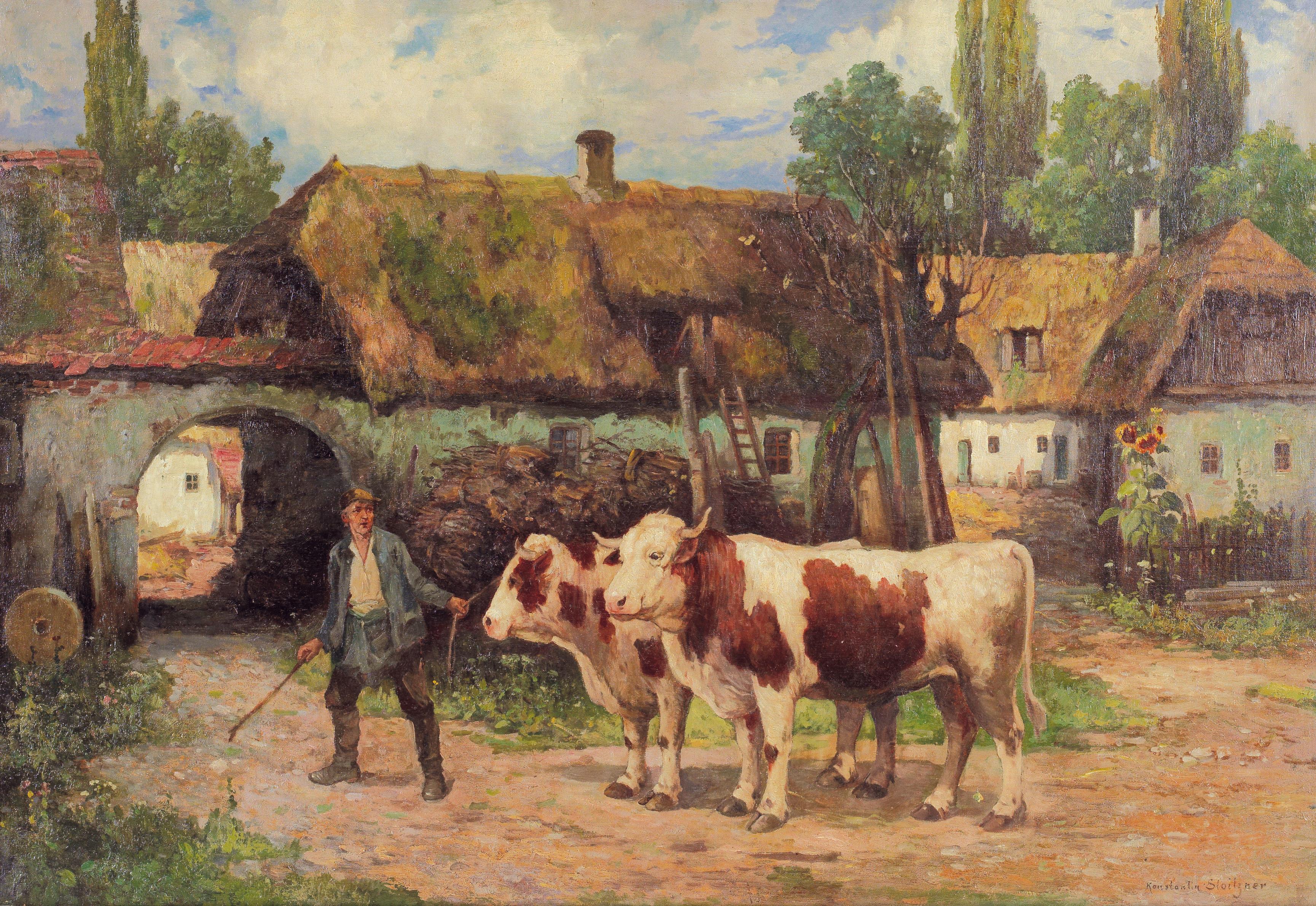
Bauernstolz (La fierté du paysan), huile sur toile
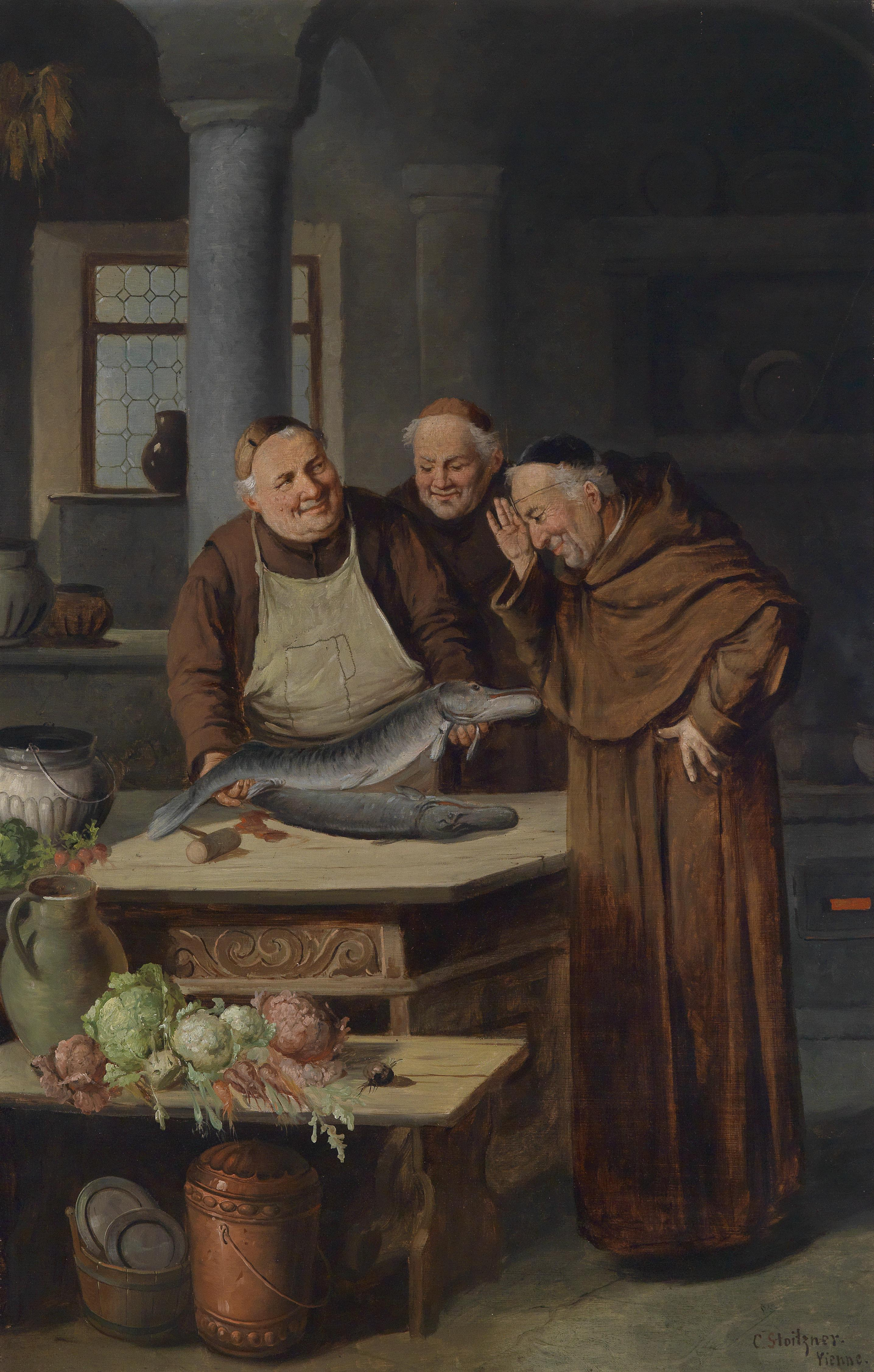
Ein guter Fang (Un bon début), huile sur toile, vers 1890
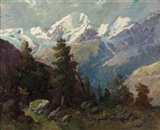
Paysage de montagne, 1930